# SC Blücher 1911 Gollnow
SC Blücher 1911 Gollnow was een Duitse voetbalclub uit de Pommerse stad Schneidemühl, dat tegenwoordig het Poolse Goleniów is.

## Geschiedenis
De club werd opgericht in 1911. De club was aangesloten bij de Baltische voetbalbond en speelde in de competitie van Gollnow. In 1923 werd de club kampioen en plaatste zich zo voor de Pommerse eindronde. De club versloeg eerst SV Vorwärts Löcknitz en verloor in de finale van Stettiner FC Titania. Twee jaar later plaatste de club zich opnieuw en verloor nu met 4:2 van Stargarder SC 1910.
In 1926/27 werd Blücher andermaal kampioen en kreeg een 9:1 draai om de oren van Titania Stettin. Ook in 1927/28 werd de club vernederd door een club uit Stettin, deze keer was SC Preußen Stettin de boosdoener met 8:0. In 1933 werd de club voor de laatste keer kampioen van Gollnow en verloor in de eindronde meteen van VfL Stettin.
Na dit seizoen kwam de NSDAP aan de macht in Duitsland, zij herstructureerde de gehele landscompetitie. Voor de provincie Pommeren kwam er de Gauliga Pommern waar alle grote clubs bij elkaar gestoken werden. Blücher werd te zwak bevonden en moest van start gaan in de Bezirksliga, die net onder de Gauliga stond. In 1935 promoveerde de club en werd voorlaatste. Het volgende seizoen werd de club vijfde op zeven clubs en moest aan een eindronde deelnemen om het behoud en degradeerde. Hierna slaagde de club er niet meer in terug te keren.
Na het einde van de Tweede Wereldoorlog werden alle Duitse voetbalclubs ontbonden. Lauenburg werd nu een Poolse stad en SC Blücher 1911 Gollnow hield op te bestaan.

## Erelijst
Kampioen Gollnow
1923, 1925, 1927, 1928, 1933